# Classe Ouragan
Le navi di trasporto di chiatte da sbarco (TCD) della classe Ouragan (in francese: Transport de chalands de débarquement type Ouragan) sono state due navi da trasporto anfibio della Marine nationale francese.

La loro denominazione NATO è Landing Platform Dock (LPD).

Entrambe dismesse dalla Marine nationale nel 2007, sono state demolite a Gand nel 2016.

## Unità
| Marine nationale | Marine nationale | Marine nationale | Marine nationale | Marine nationale | Marine nationale     | Marine nationale |
| Matricola        | Nome             | Impostazione     | Varo             | EIS nella MN     | Dismissione dalla MN | Note             |
| ---------------- | ---------------- | ---------------- | ---------------- | ---------------- | -------------------- | ---------------- |
| L 9021           | Ouragan          | 20 giugno 1962   | 9 novembre 1963  | 1º giugno 1965   | 29 gennaio 2007      |                  |
| L 9022           | Orage            | giugno 1966      | 22 aprile 1967   | 1º aprile 1968   | 29 giugno 2007       |                  |